# José Gama Vieira
José Manuel Marreiros Gama Vieira (Lagos, S. Sebastião, 23 de Dezembro de 1942 — Lisboa, 6 de Janeiro de 1999) foi um advogado e político português.

## Biografia
Natural de Lagos, era filho de Abel Augusto Veiga da Gama Vieira e de Maria da Costa Marreiros Gama Vieira. 
Após a conclusão dos estudos liceais, ingressou na Faculdade de Direito da Universidade de Lisboa, onde viria a licenciar-se em Direito.

### Carreira política
Inicia a sua vida profissional como advogado, sendo que a par da carreira política e profissional, colaborou como colunista no jornal Diário de Noticias'.
Aderiu ao Partido Socialista Português na década de 1970 e participou no livro Portugal Socialista de José Ribeiro dos Santos (Pag 36-39 - Política do trabalho).
Até ao 25 de Abril, José Gama Vieira fez parte do grupo restrito de advogados que se destacou pela defesa dos direitos: dos trabalhadores, dos estrangeiros a viver em Portugal (nomeadamente a comunidade Chinesa), dos presos políticos e dos participantes em atividades subversivas do sistema de governo ditatorial da altura.[carece de fontes?] Após a revolução, converte-se num das figuras de proa do processo de democratização nacional ao participar na candidatura de Francisco Salgado Zenha. Posteriormente, desempenhou também funções de chefe de gabinete do então ministro Francisco Salgado Zenha.[carece de fontes?]
Foi também chefe de gabinete do Ministro do Trabalho de Francisco Marcelo Curto

José Gama Vieira escreveu o prefácio para a obra História do trabalho e dos trabalhadores, de Georges Lefranc.[carece de fontes?]

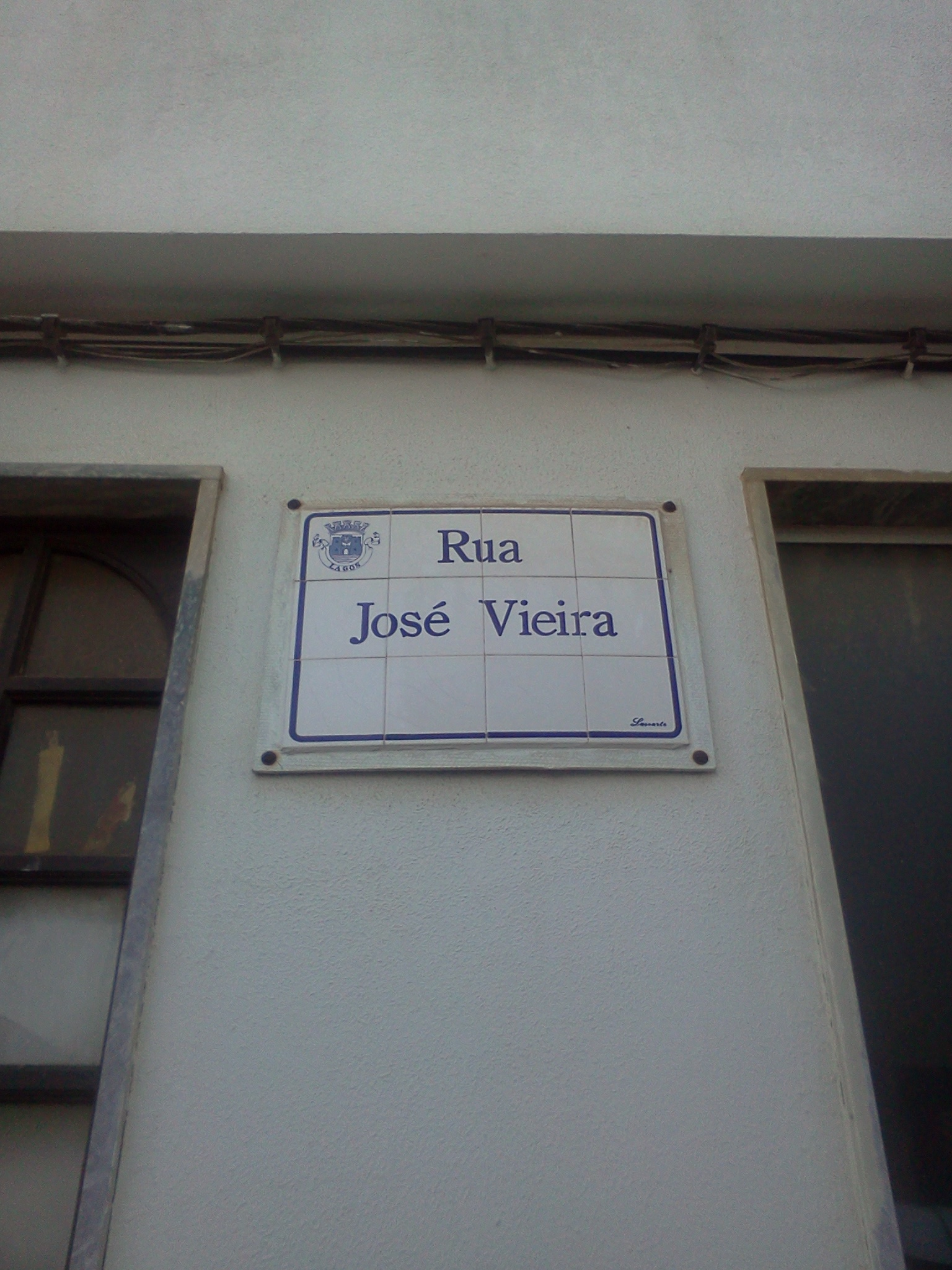
Placa toponímica da Rua José Vieira, em Lagos.

### Falecimento
Faleceu em 6 de Janeiro de 1999 em Lisboa, após doença prolongada.[carece de fontes?]

## Obras publicadas
- Pode a Câmara Municipal de Lisboa "Privatizar" e Alienar Bens do Domínio Público?. [S.l.]: Europress. 1990. ISBN 9789725591222

## Homenagens
O nome de José Vieira foi colocado numa rua no concelho de Lagos.

## Citação
| “                                                                                        | Temos de aprender com os que vão mais avançados do que nós. Até para termos a coragem de inventar outro caminho, necessariamente diferente e mais rápido, para os apanhar. | ” |
| — José Gama Vieira, 1989, na tese de doutoramento de Carlos José Pereira da Silva Santos | |   |